# Strawberry, Arizona
Strawberry je naseljeno područje za statističke svrhe u američkoj saveznoj državi Arizona. Prema popisu stanovništva iz 2010. u njemu je živjelo 961 stanovnika.